# Anonychomyrma samlandica
Anonychomyrma samlandica är en myrart som först beskrevs av Wheeler 1915.  Anonychomyrma samlandica ingår i släktet Anonychomyrma och familjen myror. Inga underarter finns listade i Catalogue of Life.